# San Lucas (Califòrnia)
San Lucas és una concentració de població designada pel cens dels Estats Units a l'estat de Califòrnia. Segons el cens del 2000 tenia 419 habitants.

## Demografia
Segons el cens del 2000, San Lucas tenia 419 habitants, 90 habitatges, i 81 famílies. La densitat de població era de 425,7 habitants/km².
Dels 90 habitatges en un 63,3% hi vivien nens de menys de 18 anys, en un 68,9% hi vivien parelles casades, en un 15,6% dones solteres, i en un 8,9% no eren unitats familiars. En el 5,6% dels habitatges hi vivien persones soles el 2,2% de les quals corresponia a persones de 65 anys o més que vivien soles. El nombre mitjà de persones vivint en cada habitatge era de 4,66 i el nombre mitjà de persones que vivien en cada família era de 4,71.
Per edats la població es repartia de la següent manera: un 44,2% tenia menys de 18 anys, un 10% entre 18 i 24, un 26,3% entre 25 i 44, un 12,4% de 45 a 60 i un 7,2% 65 anys o més.
L'edat mediana era de 22 anys. Per cada 100 dones de 18 o més anys hi havia 116,7 homes.
La renda mediana per habitatge era de 31.538 $ i la renda mediana per família de 30.536 $. Els homes tenien una renda mediana de 27.000 $ mentre que les dones 24.375 $. La renda per capita de la població era de 7.834 $. Entorn del 23,3% de les famílies i el 29,7% de la població estaven per davall del llindar de pobresa.

## Poblacions més properes
El següent diagrama mostra les poblacions més properes.